# Rock!!!!!
Rock!!!!! è il settimo album in studio del gruppo rock statunitense Violent Femmes, pubblicato nel 1995.

## Tracce
Tutte le tracce sono scritte da Gordon Gano tranne dove indicato.
1. Living a Lie – 2:23
2. Tonight – 1:55
3. Bad Dream – 3:31
4. I Danced – 2:12 (tratto dalla poesia I Danced Before I had Two Feet di Max Dunn)
5. Thanksgiving (No Way Out) – 3:37
6. Dahmer Is Dead – 0:38
7. Life Is an Adventure – 2:53
8. She Went to Germany – 2:23
9. I Wanna See You Again – 2:45
10. Didgeriblues (Gano, Ritchie) – 2:33
11. Death Drugs – 3:11
12. Sweet Worlds of Angels – 4:03

## Formazione
Gruppo
- Gordon Gano - voce, chitarra
- Brian Ritchie - basso, chitarra, voce, organo, didgeridoo, autoharp
- Guy Hoffman - batteria, voce

Altri musicisti
- David Vartanian - piano elettrico
- Bob Jennings - sassofono
- Pat Basler - sassofono
- Ed Spangenberg - trombone
- Sigmund Snopek III - mellotron